# Van Alenov pojas
Ven Alenovi pojasi zračenja ili Van Alenovi pojasi je područja naelektrisanih čestica koji se nalazi oko planete kao sto je Zemlja, zahvaljujući njenom magnetnom polju.  Zemlja ima dva takva pojasa, a ponekad se formira više privremenih pojasa. Otkriće ovih Zemljinih pojaseva pripisuje se Džejmsu Van Alenu i u njegovu čast su imenovani. Visina glavnih pojaseva varira od 1000 do 60000 km iznad površine Zemlje, gde i količina radijacije takođe varira. Većina čestica od kojih su izgrađeni ovi pojasevi dolazi iz sunčevog vetra i kosmičkih zraka. Pojasevi se nalaze u unutrašnjoj regiji Zemljine magnetosfere. Sadrže elektrone koji formiraju spoljašnji sloj i kombinaciju protona i neutrona koji formiraju unutrašnji sloj. Povremeno sadrže manji broj drugih čestica kao što su alfa čestice i joni kiseonika, koji se kreću velikim brzinama formirajući snažan izvor elektromagnetnog zračenja. Pojasevi ugrožavaju satelite koji moraju zaštititi svoje krhke komponente adekvatnim sredstvima ako je njihova orbita većim delom u pojasu. U 2013. godini NASA je objavila da je Van Alenovsko istraživanje pronašlo treći, prelazni sloj koji je posmatran četiri nedelje pre nego što je uništen moćnim međuplanetarnim udarnim talasom koji je došao sa Sunca.
Unutarnji Van Alenov pojas nalazi se na visini od 1 000 do 10 000 kilometara, a vanjski na visini od 13 000 do 60 000 kilometara. Treći, privremeni, Van Alenov pojas otkriven je u septembru 2012. između unutarnjeg i vanjskog pojasa i trajao je oko mesec dana. Pojasi nisu pravilnog oblika ni jednoliko udaljeni od Zemlje, jer ih Sunčev vetar potiskuje na osvetljenoj strani prema površini Zemlje, dok su na tamnoj strani razvučeni u svemir. Nazvani su prema svojem otkrivaču Džejms van Alenu. Zbog velike prodorne moći čestica u njima mogu nastati oštećenja svemirskih letelica, pogotovo kada se zbog pojačane Sunčeve aktivnosti povećaju energije čestica i nastanu geomagnetne oluje.
Van Alenovi pojasi zračenja su oblika torusa i sadrže energetski nabijene čestice (plazma), koje okružuju Zemlju, a drži ih Zemljino magnetno polje. Te visokoenergetske elementarne čestice električno nabijaju kozmičke zrake. Zemljino magnetsko polje je jednoliko raspodeljeno oko Zemlje, ali na Sunčevoj strani je sabijeno zbog uticaja Sunčevog vetra, dok na drugoj, mračnoj strani, je izduženo. Razlikuju se dva Van Alenova pojasa zračenja, vanjski i unutarnji. Vanjski Van Alenov pojas zračenja sadrži visokoenergetske elektrone, dok unutarnji sadrži protone i elektrone. Osim toga, ti pojasi sadrže i manju količinu alfa-čestica. Ovi pojasi su povezani i sa stvaranjem polarne svetlosti, kada visokoenergetske čestice udaraju u gornje slojeve atmosfere i stvara se fluorescencija.

## Otkriće
Američki fizičar Džejms van Alen je otkrio dva pojasa pojačanog radioaktivnog zračenja koji opkoljavaju Zemlju. Pojase u obliku torusa, nazvane Van Alenovi pojasi zračenja, otkrio je pomoću Gajgerovih brojača, postavljenih na veštačkim satelitima Eksplorer 1 i Eksplorer 3 1958. Kasnije su izmereni i mapirani veštačkim satelitima Eksplorerom 4, Pionirom 3 i Lunom 1. Oni štite Zemlju od opasne Sunčeve radijacije tako što je skupljaju i od nje stvaraju pojase koji opasuju Zemlju. Te čestice predstavljaju elektroni, protoni i alfa-čestice.
Van Alenovi pojasi zračenja otkriveni su i na drugim planetama. Svaka planeta koja ima dovoljno jako magnetsko polje, može da stvori takve pojase. Sunce nema takve pojase. Vojadžer 2 je potvrdio da postoje na Uranu i Neptunu.

## Vanjski Van Alenov pojas zračenja
Veliki vanjski pojas zračenja se širi od 13 000 do 60 000 km iznad Zemljine površine. Najjači intenzitet ima između 4 do 5 Zemljinih poluprečnika (25 000 do 30 000 km). Sastoji se od visokoenergetskih (0,1–10 MeV) elektrona, koji su zarobljeni magnetosferom. Osim toga, mogu se pronaći joni, u obliku visokoenergetskih protona, mali udeo alfa-čestica i kiseonikovih O+ jona. Sličan je sastav kao u jonosferi, samo što ove čestice mnogo veće energije.
Vanjski pojas je veći od unutarnjeg i čestice su dosta promenjive, posebno pod uticajem geomagnetnih oluja, koje nastaju zbog pojačanog magnetskog delovanja na Suncu.

## Unutarnji Van Alenov pojas zračenja
Unutarnji Van Alenov pojas zračenja se širi od 100 do 10 000 km iznad površine Zemlje. Sadrži visokoenergetske protone, čija energija prelazi i 100 MeV te elektrone sa energijom preko 100 keV, koji su zarobljeni sa jakim Zemljinim magnetskim poljem, u tom području.
Smatra se da protoni energije veće od 50 MeV nastaju sudarom kozmičkih zraka sa jezgrama atoma, u gornjoj atmosferi. Protoni energije manje od 50 MeV verojatno potiču od geomagnetskih oluja.
Zbog malog odstupanja unutarnjeg pojasa i Zemljine rotacione ose, unutarnji Van Alenov pojas zračenja je najbliži Zemlji u južnom Atlantskom okeanu. Kao rezultat te nepravilnosti u južnom Atlantskom okeanu, dolazi do zamena mesta severnog i južnog magnetskog pola (vidi kron).
Protoni su kinetičke energije od 100 keV (oni mogu proći kroz olovo debljine 0,6 mm) do 400 MeV (mogu proći kroz olovo debljine 143 mm). Energija koju imaju brzi elektroni ili alfa-čestice, u unutarnjem i vanjskom Van Alenovom pojasu zračenja, opasna je za ljudsko zdravlje.

## Treći pojas
Dana 28. februara 2013. naučnici su izvestili da su otkrili treći radijacijski pojas. Sastoji se od visokoenergijskih ultrarelativistično nabijenih čestica. Na medijskoj konferenciji Nasinog tima Sonda Van Alen, izjavili su da je ovaj treći pojas proizvod koronarnog izbačaja mase sa Sunca. Predstavljen je u odvojenoj formaciji koja deli vanjski pojas, poput noža, i postoji odvojeno kao deponija čestica mesec dana, pre nego se opet spoji s vanjskim pojasom.

## Neprobojna barijera
Sonde Van Alen uočile su jednu neprobojnu barijeru. Proučavajući Van Alenov pojase, pronašli su tačke gotovo neprobojne barijere koja najbržim elektronima, onim koji nose najviše energije, sprečava pristup Zemlji. Oba hladna naelektrisana plina oko Zemlje zvana plazmasfera međudeluju sa česticama u Zemljinim radijacijskim pojasima, čime stvaraju neprobojnu prepreku koja zaustavlja najbrže elektrone, tako da ne mogu da se približe Zemlji. Nova su istraživanja pokazala da ta plazmasfera drži brze elektrone iz radijacijskih pojasa dalje od Zemlje. Plazmasfera počinje na oko 600 milja visine i proteže se delimično u vanjski Van Alenov pojas. Čestice u vanjskoj granici plazmasfere uzrokuju da se čestice u vanjskom radijacijskom pojasu raštrkaju, odmičući ih od pojasa. Vidi takođe plazmapauza.

## Uticaj na putovanje svemirskim letelicama
Neki ljudi smatraju da astronauti ne bi preživeli put do Meseca zbog jakog zračenja prilikom prolaska kroz Van Alenove pojase zbog kozmičkih zraka. Apolo letelice su kroz Van Alenov pojas prolazile četiri sata, a od jonizirajućeg zračenja bili su zaštićeni metalnom oplatom same letelice. Štaviše, sama putanja letelice od Zemlje do Meseca odabrana je tako da se što više smanji izlaganje zračenju prilikom prolaska kroz Van Alenov pojas. Čak je i sam dr. Džejms Van Alen, otkrivač Van Alenovog pojasa, demantovao tvrdnje da je zračenje preopasno za astronaute, te je izjavio da je količina zračenja prilikom prolaska kroz Van Alenov pojas manja od 1 rem (10 mSv), što je ekvivalent normalnom ambijentalnom zračenju koje prosečan čovek na zemlji primi u tri meseca. S druge strane, zračenje je upravo dokaz da su astronauti išli na Mesec. Uočeno je da je 33 od 36 astronauta iz programa Apolo dobilo sivu mrenu za koje se pokazalo da je posledica izloženosti kosmičkom zračenju za vreme putovanja.
Solarni članci, integrisana kola i davači mogu biti oštećeni kada prolaze kroz područje pojačanog zračenja, pogotovo za vreme geomagnetskih oluja. Sve manje elektronične komponente, stvaraju veću mogućnost da budu oštećene. Moraju imati sloj veće tvrdoće da bi radile pouzdano. Svemirski teleskop Habl, kao i drugi veštački sateliti, često ugasi elektroniku dok prolazi kroz područje pojačane radijacije.
Satelit koji je zaštićen aluminijumskim limom 3 mm debljine te prolazi kroz Van Alenove pojase zračenja, primiće oko 2 500 rema (25 Sv) godišnje. Gotova sva radijacija se prima u unutarnjem pojasu.

## Literatura
- Adams, L.; Daly, E. J.; Harboe-Sorensen, R.; Holmes-Siedle, A. G.; Ward, A. K.; Bull, R. A. (децембар 1991). „Measurement of SEU and total dose in geostationary orbit under normal and solar flare conditions”. IEEE Transactions on Nuclear Science. 38 (6): 1686—1692. Bibcode:1991ITNS...38.1686A. OCLC 4632198117. doi:10.1109/23.124163.
- Holmes-Siedle, Andrew; Adams, Len (2002). Handbook of Radiation Effects (2nd изд.). Oxford; New York: Oxford University Press. ISBN 978-0-19-850733-8. LCCN 2001053096. OCLC 47930537.
- Shprits, Yuri Y.; Subbotin, Dmitriy A.; Meredith, Nigel P.; Elkington, Scot R. (2008). „Review of modeling of losses and sources of relativistic electrons in the outer radiation belt II: Local acceleration and loss”. Journal of Atmospheric and Solar-Terrestrial Physics. 70 (14): 1694—1713. Bibcode:2008JASTP..70.1694S. doi:10.1016/j.jastp.2008.06.014.
- Rainer Schwenn. „Space Weather”. 3 (2006).. „Living Reviews in Solar Physics”. Архивирано из оригинала 29. 09. 2010. г. Приступљено 20. 06. 2021. , 2, online article.
- Daglis, Ioannis A. (2005). Effects of Space Weather on Technology Infrastructure. Dordrecht: Springer. ISBN 1-4020-2748-6.
- Lilensten, Jean; Bornarel, Jean (2006). Space Weather, Environment and Societies. Springer. ISBN 978-1-4020-4331-4.
- Moldwin, Mark (2008). An Introduction to Space Weather. Cambridge: Cambridge University Press. ISBN 978-0-521-86149-6.
- Ruffenach, A., 2018, "Enabling Resilient UK Energy Infrastructure: Natural Hazard Characterisation Technical Volumes and Case Studies, Volume 10 - Space Weather"; IMechE, IChemE.
- Clark, T. D. G. and E. Clarke (2001). Space weather services for the offshore drilling industry.. In Space Weather Workshop: Looking Towards a Future European Space Weather Programme. ESTEC, ESA WPP-194.
- Carlowicz, M. J., and R. E. Lopez (2002). Storms from the Sun. Joseph Henry Press. ISBN 0-309-07642-0., Washington DC.
- Reay, S. J., W. Allen, O. Baillie, J. Bowe, E. Clarke, V. Lesur, S. Macmillan (2005). „Space weather effects on drilling accuracy in the North Sea”. Annales Geophysicae. 23 (9): 3081. Bibcode:2005AnGeo..23.3081R. doi:10.5194/angeo-23-3081-2005 . Пронађени су сувишни параметри: |pages= и |page= (помоћ). Annales Geophysicae, Vol. 23,.
- Odenwald, S. (2006). The 23rd Cycle;Learning to live with a stormy star. Columbia University Press. ISBN 0-231-12078-8.
- Bothmer, V.; Daglis, I., Bothmer, Volker; Daglis, Ioannis A. (2006). Space Weather: Physics and Effects. Springer. ISBN 3-642-06289-X.. Springer-Verlag New York.
- Gombosi, Tamas I., Houghton, John T., and Dessler, Alexander J., ур. (2006). Physics of the Space Environment. Cambridge University Press. ISBN 978-0-521-60768-1.
- Daglis, I. A. (Editor), Daglis, I. A. (2001). Space Storms and Space Weather Hazards. Springer. ISBN 1-4020-0031-6.. Springer-Verlag New York.
- Song, P., Singer, H., and Siscoe, G., (Editors), Song, Paul; Singer, Howard J.; Siscoe, George L. (2001). Space Weather (Geophysical Monograph). Wiley. ISBN 0-87590-984-1.. Union, Washington, D.C.
- Freeman, John W. (2001). Storms in Space. Cambridge University Press. ISBN 0-521-66038-6., Cambridge, UK.
- Strong, Keith; J. Saba; T. Kucera (2012). „Understanding Space Weather: The Sun as a Variable Star”. Bull. Am. Meteorol. Soc. 93 (9): 1327—35. Bibcode:2012BAMS...93.1327S. S2CID 73637606. doi:10.1175/BAMS-D-11-00179.1. hdl:2060/20120002541 .
- Strong, Keith; Schmelz, J. T.; J. L. R. Saba; Kucera, T. A. (2017). „Understanding Space Weather: Part II: The Violent Sun”. Bull. Am. Meteorol. Soc. 98 (11): 2387—96. Bibcode:2017BAMS...98.2387S. doi:10.1175/BAMS-D-16-0191.1.
- Strong, Keith; N. Viall; J. Schmelz; J. Saba (2017). „Understanding Space Weather: The Sun's Domain”. Bull. Am. Meteorol. Soc. 98 (12): 2593. Bibcode:2017BAMS...98.2593S. doi:10.1175/BAMS-D-16-0204.1.

## Spoljašnje veze
- Letelice koje su istraživale Van Alenov pojas
- An explanation of the belts by David P. Stern and Mauricio Peredo
- Background: Trapped particle radiation models – Introduction to the trapped radiation belts by SPENVIS
- SPENVIS – Space Environment, Effects, and Education System – Gateway to the SPENVIS orbital dose calculation software
- The Van Allen Probes Web Site Johns Hopkins University Applied Physics Laboratory